# 小花关木通
小花关木通（学名：Isotrema meionanthum）为马兜铃科关木通属下的一种植物，是中国的特有植物。分布于中国云南。
花被管内部紫红色区域延伸至花被管弯曲处; 檐部紫红色至土黄色具不明显或明显的紫色斑点; 喉口突起成环。